# Aurangzeb

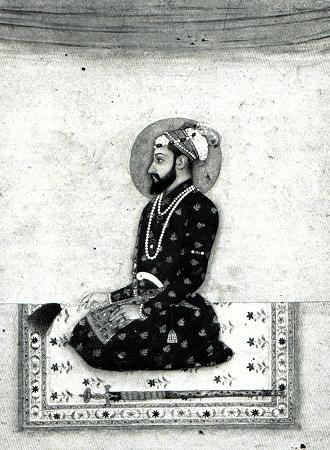
Aurangzeb, um 1660

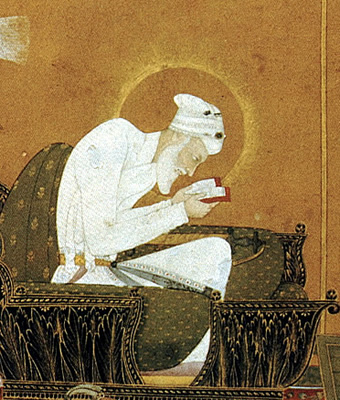
Aurangzeb im Alter

Muhammad Aurangzeb Alamgir (mit vollem Namen persisch ابو المظفر محيى الدين محمد اورنگزيب بهادر عالمگير, DMG Abū 'l-Muẓaffar Muḥyī ad-Dīn Muḥammad Aurangzēb Bahādur-i ʿĀlamgīr; geboren am 3. November 1618 in Dahod/Gujarat; gestorben am 3. März 1707 in Ahmednagar) war als Sohn Shah Jahans und dessen Lieblingsfrau Mumtaz Mahal der Großmogul von Indien von seiner Machtergreifung am 31. Juli 1658 bis zu seinem Tod im Jahr 1707.

## Entwicklung und Persönlichkeit

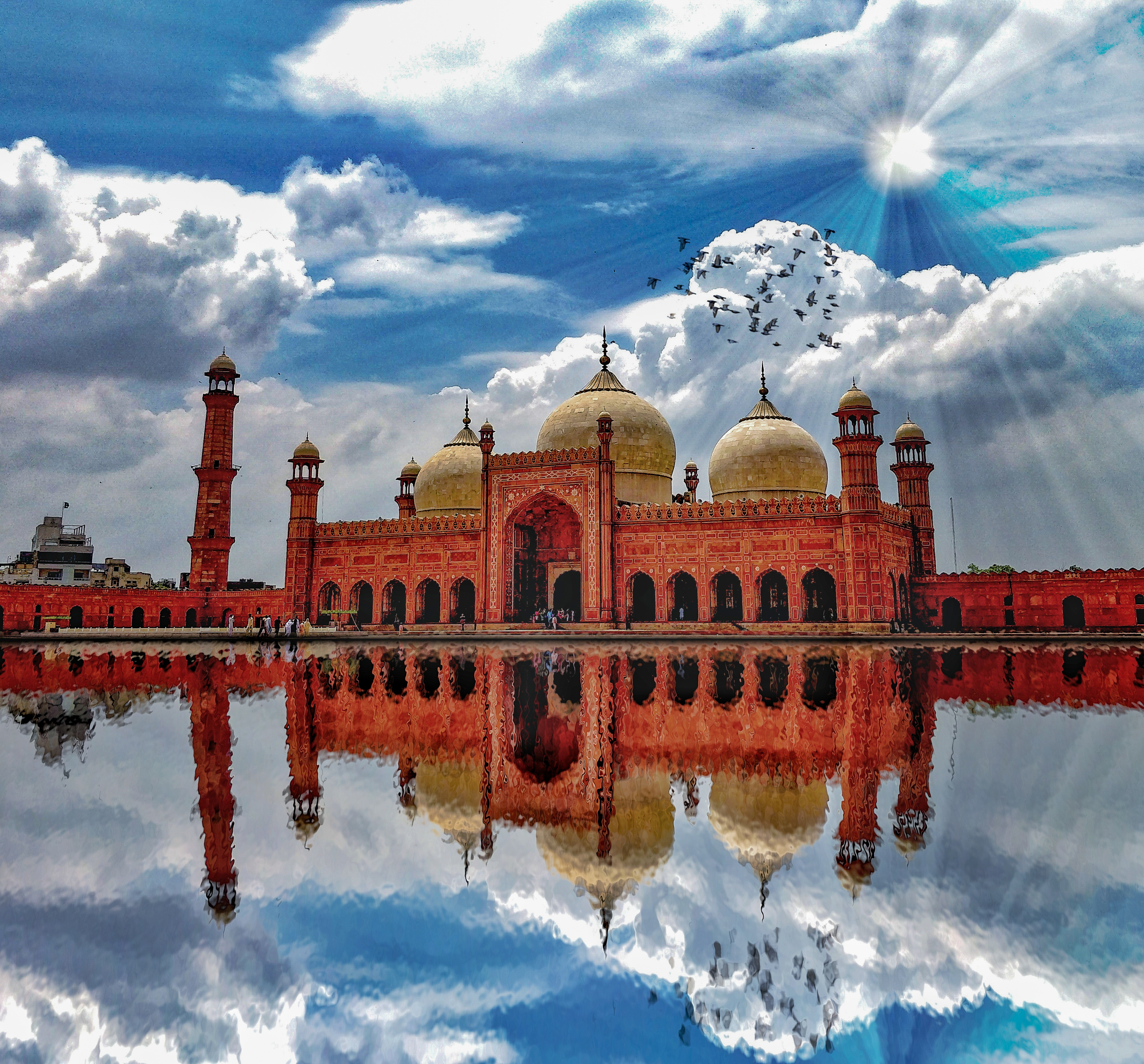
Die Badshahi-Moschee (1671–1674) in Lahore (Pakistan) ist das einzige während der Amtszeit Aurangzebs von ihm errichtete monumentale Bauwerk.

Muhammad Aurangzeb wurde am 3. November 1618 als dritter Sohn Shah Jahans, des Erbauers des Taj Mahal, und dessen Lieblingsfrau Mumtaz Mahal in Dahod im indischen Bundesstaat Gujarat geboren. Als seine Mutter im Jahr 1631 verstarb, ließ sein Vater ihr zu Ehren das Taj Mahal errichten. Aurangzeb trug den Zusatznamen Alamgir („Welteroberer“). In seinem Vorgehen war er mutig und entschlossen, aber auch verschlagen und skrupellos. Im Jahr 1636 wurde er zum Vizekönig des Dekkan erhoben, aber bereits ein Jahr später wieder nach Agra zurückgerufen und 1644 als Vizekönig abgesetzt, womit er auch alle Steuereinnahmen (jagir) aus diesen Gebieten verlor. In der Staatskrise des Mogulreiches (1653) wurde er erneut Vizekönig des Dekkan. Bis 1657 gelang es ihm, in den unterstellten Gebieten wieder stabile Verhältnisse zu schaffen. Er setzte sich in einem Bruderkrieg in den Jahren 1658/59 gegen seine drei Brüder durch, nachdem sein Vater Shah Jahan im September 1657 schwer erkrankt war. Sein ältester Bruder Dara Shikoh, der als hindufreundlich galt und im Krieg Aurangzebs Hauptrivale war, dessen zweijähriger Sohn und ein zweiter Bruder, Murad Bakhsh, wurden hingerichtet. Der dritte Bruder, Shah Shuja, wurde ins Exil nach Birma vertrieben und dort im Jahr 1660 gemeinsam mit seiner Familie und Teilen seines Gefolges zu Tode gefoltert. Seinen Vater Shah Jahan ließ er bis zu dessen Lebensende (1666) im Roten Fort von Agra einsperren. Bis zum Juni 1659 hatte er es geschafft, seine Alleinherrschaft durchzusetzen. Ab 1660 verbesserten sich allmählich die wirtschaftlichen Verhältnisse in den Städten und Handelszentralen seines Reiches. In den darauffolgenden Jahren galt sein Bemühen, die Beziehungen zu den anderen islamischen Großreichen zu intensivieren. Diese Schritte hatten jedoch gegenüber Persien keinen Erfolg und es verschärften sich die Bedingungen im nordwestlichen Teil Indiens erheblich.
Durch seine Kriege gegen Assam, Bijapur, Golkonda und die Marathen führte er das islamische Mogulreich zur größten Ausdehnung, aber zugleich auch in den Bankrott. Er dehnte das Mogulreich bis fast auf den gesamten indischen Subkontinent aus, eroberte unter anderem Kandahar und Kabul sowie den Dekkan. Als Mogul war er ein orthodoxer Muslim, der sich in seinem Handeln in erster Linie von den Geboten des Koran leiten ließ. Seine drei Söhne rebellierten gegen ihn und wurden zeitweise ins Gefängnis gesperrt. Aurangzeb verbot Musik bei Hof, entließ die Maler und ließ nachgewiesenermaßen nur ein bedeutendes Bauwerk errichten, die Badshahi-Moschee in Lahore; das Ausmaß seiner Mitwirkung am Bibi-Ka-Maqbara-Mausoleum ist ungeklärt. Seine Intoleranz gegenüber Andersdenkenden begründet die Gegnerschaft von Hindus, Buddhisten und Sikhs gegenüber Muslimen bis in die Gegenwart. In seinen späteren Lebensjahren trat er – gekleidet in ein weißes Gewand und im Koran lesend – äußerlich wie ein Heiliger auf.

## Innenpolitik
Aurangzeb brach mit dem Konzept der annähernden Gleichberechtigung von Muslimen und Hindus, das schon sein Vater vernachlässigt hatte. Er ließ im Jahr 1669 im ganzen Land Hindutempel zerstören (z. B. den ältesten Shivatempel in Benares, an dessen Stelle eine Moschee gebaut wurde), führte eine Fülle von Restriktionen ein (z. B. im Jahr 1668 das Verbot der Hindu-Pilgerfeste), zu deren Überwachung Muhtasibs eingesetzt wurden, und entfernte die Hindus soweit möglich aus der Verwaltung, besonders dem Steuerwesen und den hohen militärischen Rängen. Schließlich führte er im Jahr 1679 die Dschizya (d. h. Kopfsteuer für Nichtmuslime, einst von Akbar I. abgeschafft) wieder ein. Sie galt zwar nicht für hinduistische Offiziere in der Armee, war aber eine große Last für die vielen kleinen Landadligen (zamindare), die den Staat auf lokaler Ebene stützen.
Der Tempelzerstörung kann entgegengehalten werden, dass die Zahl der zerstörten Tempel – gemessen an der Gesamtzahl – klein war und dass manche Zerstörungen auf Kriegseinwirkungen, Zweckentfremdung usw. zurückzuführen sind. Weiterhin kamen Aurangzebs Maßnahmen zur Zusammenfassung und Stärkung des islamischen Rechts (Hanafitische Gesetzessammlung Fatawa-i-Alamgiri) manchmal auch indirekt den Hindus zugute (z. B. allgemeine Abschaffung „ungesetzlicher“ Steuern). Auch standen islamische Sekten bzw. Religionsabweichler ebenso unter politischem Druck wie die Hindus. Es war zudem nicht möglich, die Masse der Hindus aus der Verwaltung auszuschließen, nur aus den maßgeblichen Stellen.

## Aufstände der Rajputen, Sikhs u. a.
Während Aurangzeb in Assam Krieg führte, revoltierten die Bauern in der Nähe der Hauptstadt Agra. Bauernrevolten waren nichts Neues, neu aber war der Aufwand, der getrieben werden musste, um sie zu unterdrücken. Im Jat-Aufstand des Jahres 1669 plünderten die Bauern sogar Akbars Grab.
Als der Oberbefehlshaber der Nordwestgrenze, wo es um 1674 zu Aufständen der Afghanen gekommen war, der Raja Jaswant Singh von Jodhpur (auch: Marwar), im Jahr 1678 starb, ermutigte das Aurangzeb zur Besetzung Jodhpurs, obwohl ein Thronerbe für das Fürstentum nachgeboren wurde. Das hatte den Abfall fast sämtlicher Rajputen-Familien unter der Führung Mewars zur Folge und rächte sich in den Dekkan-Feldzügen gegen die Marathen. Obwohl schnell ein notdürftiger Friede mit dem Rana von Mewar (unter Zugeständnissen bei der Dschisja) geschlossen wurde, blieben die Rajputen bis zum Jahr 1709 in Aufruhr. Auch die Rajputenfürsten der Region Bundelkhand probten unter ihrem Anführer Chhatrasal, der sich Ende des 17. Jahrhunderts mit dem Marathenführer Shivaji verbündet hatte, den Aufstand.
Weiterhin führte der Märtyrertod des neunten Sikh-Gurus Tegh Bahadur im Jahr 1675 zum Aufstand der Sikhs, der von dessen Sohn und Nachfolger Guru Gobind Singh angeführt wurde.

## Eroberung des Dekkan
Ab dem Frühjahr 1682 führte Aurangzeb von der nach ihm benannten Stadt Aurangabad aus mehrere Feldzüge gegen die Marathen sowie gegen die muslimischen Dekkan-Sultanate und ließ den Norden des Reiches 26 Jahre lang ohne seine Verwaltungsspitze zurück. Das Ergebnis waren Korruption und allgemeine Auflösung der Verwaltungsstrukturen, sodass Räuber sogar Karawanen in der Nähe der Hauptstadt plündern konnten. Die Eroberungen Bijapurs im Jahr 1686 und der als uneinnehmbar geltenden Festung Golkonda (durch Bestechung) im Jahr darauf gelangen ihm zwar, aber die Eingliederung Südindiens in die Reichsverwaltung blieb oberflächlich. Das hing vor allem damit zusammen, dass Aurangzeb alles gute Land dieser Sultanate zu Krongut gemacht hatte (in Bijapur 44 %), also für sich selbst verwendete, und den Rest an seinen Gouverneur und dessen Leute vergab oder für seinen Krieg verwendete. Die Grundherren der eroberten Sultanate, die sich mit dem Land auskannten, stellte er nicht ein, weil er ihnen nicht traute. So konnten diese die Räuber nicht bekämpfen, die sich die unsichere Situation zunutze machten. Besonders kleineren Grundherren blieb oft nichts anderes übrig, als selbst zu räubern. Aurangzebs eigene Verwalter kannten das Land nicht und konnten ihre Leute oft nicht bezahlen, weil ihr schlechtes Land weit weniger hergab, als auf dem Papier stand. Bisweilen paktierten sie mit den Räubern, damit diese ihr Land verschonten. Darüber hinaus lieferten die Marathen Aurangzebs Armee einen ständigen Kleinkrieg. Aurangzeb, dessen Image darunter sehr litt, war entschlossen, dies zu beenden.

## Krieg gegen die Marathen
Der marathische Kleinadlige Shivaji, Sohn des Premierministers von Bijapur, begann ab 1645 ein Reich für sich selbst zu errichten, indem er Bergfestungen (forts) eroberte und die Situation im Grenzland zwischen Bijapur und dem Mogulreich ausnutzte. Im Jahr 1664 plünderte er Surat, die wichtigste Hafenstadt des Mogulreichs, ungehindert. Darauf schickte Aurangzeb den Rajputen-Maharaja Jai Singh I. gegen Shivaji. Jai Singh hatte Erfolg und zwang Shivaji, 23 seiner 37 Festungen abzutreten. Zusammen belagerten Jai Singh und Shivaji Bijapur. Darum lud Aurangzeb Shivaji im Jahr 1666 an seinen Hof und bot ihm einen Offiziersposten im hohen Rang von 5000 an. Aber Shivaji lehnte ab und verlangte 7000. Daraufhin ließ ihn Aurangzeb ins Gefängnis werfen, aber er entkam und baute sein Reich wieder auf. Im Jahr 1671 plünderte er Surat erneut und ließ sich 1674 nach altem hinduistischen Ritual selbst zum Kaiser (chhatrapati) krönen.

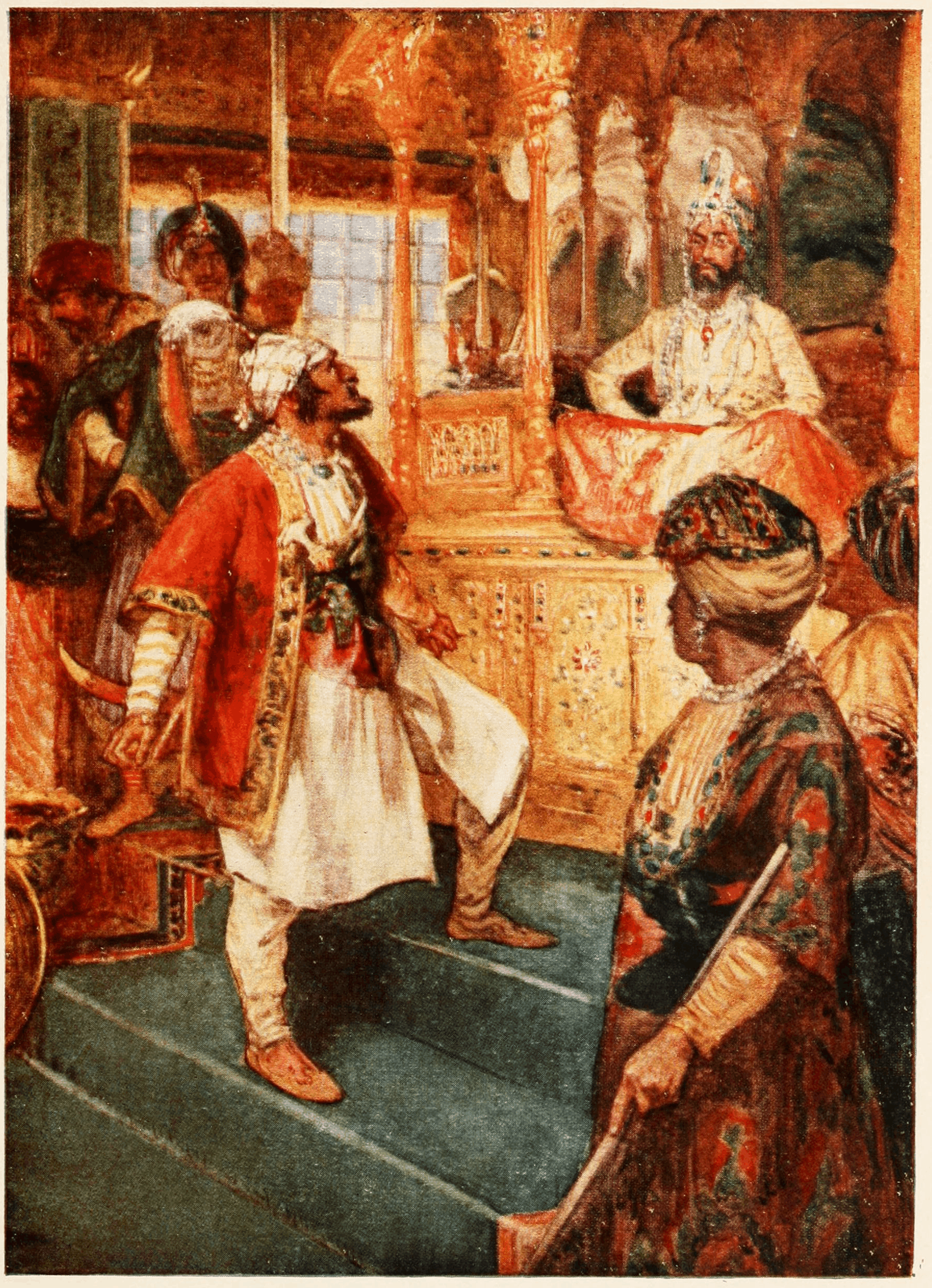
Shivaji schlägt den vom Kaiser angebotenen Offiziersposten aus. Phantasiedarstellung von A. D. Macromick, 1909

Dadurch, dass der „Hinterwäldler“ Shivaji es ungestraft gewagt hatte, mit Kaiser Aurangzeb auf Augenhöhe zu verhandeln, hatte er Kaiser und Reich einen nie dagewesenen Imageverlust zugefügt. Aurangzeb musste diesen unbedingt wiedergutmachen, um seinen Ruf als stärkste Macht in Indien nicht zu verlieren. Sogar der Schah des Iran neckte Aurangzeb damit. Außerdem war klar geworden, dass das Heer der Moguln nicht in der Lage war, den wichtigsten Hafen des Reiches zu schützen. Dies erklärt den erbitterten Krieg Aurangzebs gegen Shivaji und seine Nachfolger zum Teil, jedoch nicht, warum Aurangzeb diesem Krieg alle anderen Ziele unterordnete und sich weder um die Konsolidierung der neu eroberten Gebiete noch um die Befriedung Nordindiens kümmerte. Wie die Memoiren des Sekretärs Bhimsen Saxena zeigen, waren sich Aurangzebs Zeitgenossen durchaus bewusst, dass er seine Pflicht vergaß, seine Untertanen zu schützen, und dass er sein Reich damit zugrunde richtete.
Darüber hinaus verstand Aurangzeb nicht, dass Shivajis Marathen-Armee nicht wie die mogulische funktionierte, denn letztere bestand aus Kommandeuren (persisch sardār), die eine festgelegte Zahl von Kavallerie unterhielten und ein Gehalt aus dem Steuereinkommen eines festgelegten Gebiets bezogen. Sie betrachteten sich selbst als „aufrichtige Diener“ (pers. banda-yi muchlis) des Kaisers, dem zu dienen der Sinn ihres Lebens war. Die Marathenarmee dagegen bestand aus Gruppen meist miteinander verwandter freier Soldaten, die für den eigenen Vorteil kämpften und ihren Anführer als Mittel zum Zweck dazu betrachteten. Die Seiten zu wechseln betrachteten sie nicht als ehrenrührig. Sie lebten von Plünderungen und Schutzgelderpressung (Marathi chauth, wörtlich „Viertel“, nämlich des Steuereinkommens eines Landkreises). Da sie zu wenige waren, um sich mit der Moghularmee eine offene Schlacht zu liefern, verlegten sie sich auf Guerillakrieg und auf die Plünderung des mogulischen Trosses.
Shivaji starb im Jahr 1680, doch sein Sohn Sambhaji (reg. 1680–1689) führte den Guerillakrieg fort. Aurangzeb war zunächst mit der Eroberung der Sultanate von Bijapur und Golkonda beschäftigt, bevor er die Bekämpfung der Marathen in großem Stil begann. Dazu wurden wie damals üblich marathische Generäle abgeworben, was die knappe Staatskasse sehr belastete. Damit, dass die Moguln Sambhaji im Jahr 1689 festnehmen und hinrichten konnten, war das Problem nicht gelöst, weil die Marathen-Generäle sowieso unabhängig von ihm agierten. Sambhajis Bruder Rajaram I. (reg. 1689–1700) wurde Anführer der Marathen und konnte nicht besiegt werden. Ein Grund dafür war das durch den Krieg und die vielen Rebellionen stark schrumpfende mogulische Steueraufkommen. Mogulische Offiziere wurden deswegen selten bezahlt und mussten sich ihr Gehalt oft selbst eintreiben. Daher schlossen sie heimlich Waffenstillstände mit den Marathen und meldeten dem Kaiser, kurz vor dem Sieg zu stehen und finanzielle Unterstützung zu brauchen. Außerdem fürchteten sie, nach dem Krieg entlassen zu werden. So geriet der Krieg in eine Pattsituation, die die Marathen beim Tod Aurangzebs besser überstanden hatten als die mogulische Armee.

## Das Ende einer Zeit

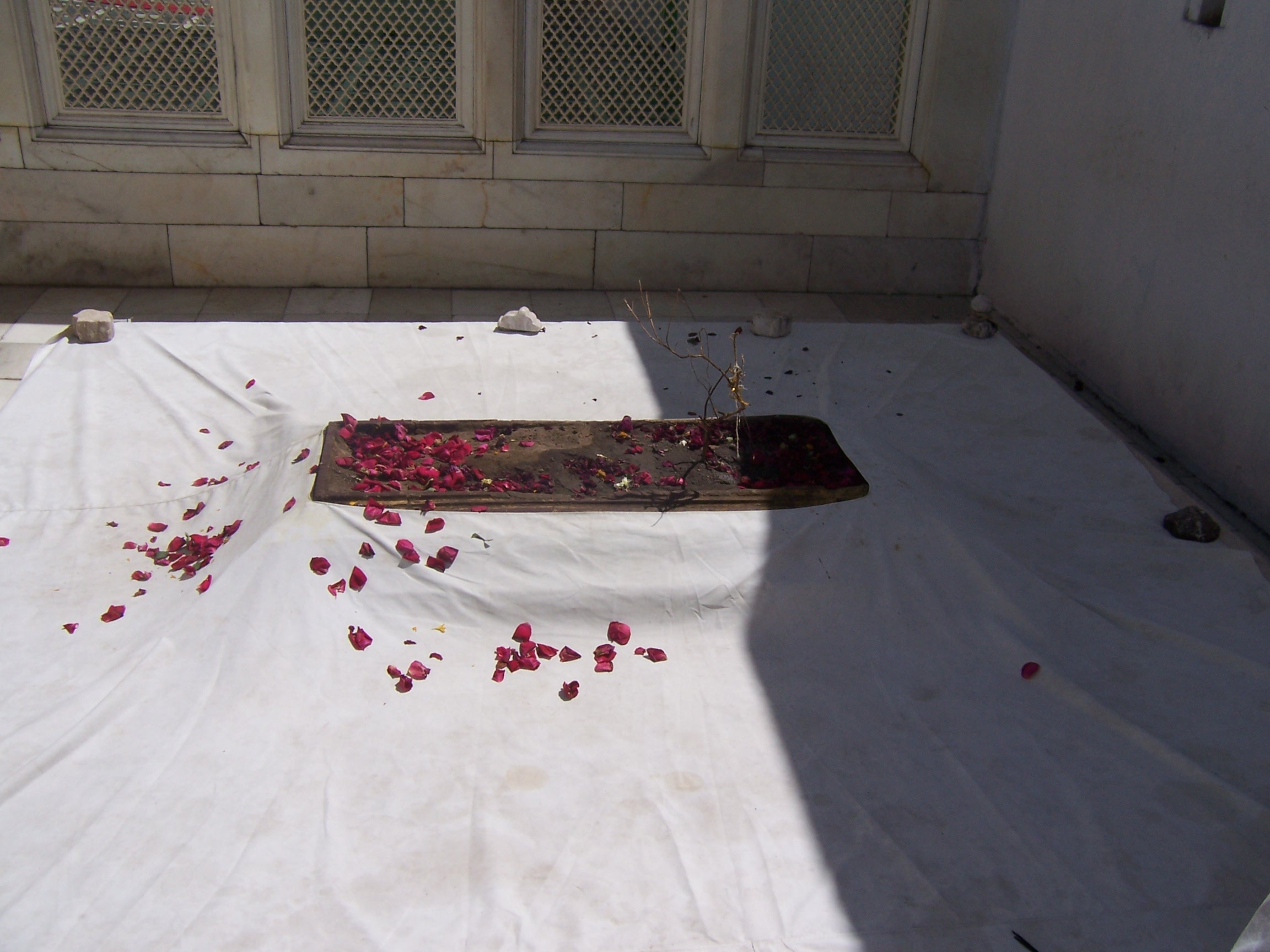
Aurangzebs Grab in Khuldabad (Maharashtra, Indien)

Während Aurangzebs Herrschaft wurde die Kluft zwischen Hindus und Muslimen zunehmend größer. Die Verwaltung des Reiches wurde der Aufstände nicht mehr Herr, Zentralindien war fast unpassierbar, der Staat war bankrott und alle Kunsttätigkeit eingestellt. Die Bauern bewaffneten sich und setzten sich gewaltsam gegen die Steuereintreiber zur Wehr. Dies ermöglichte vor allem eine stetig wachsende Wirtschaft, die dazu führte, dass die lokalen Kleinadligen (zamindare) nun genug Geld hatten, um sich eigene Soldaten leisten zu können. Aurangzeb verschärfte das Problem, indem er sich nicht darum kümmerte. Ab 1700 setzte ein deutlicher Verfall der Macht der Chaghatai-Dynastie ein, der auch durch die harte Hand Aurangzebs nicht mehr aufzuhalten war.

## Nachfolge
Nach dem Tod Aurangzebs im März 1707 okkupierte Muhammad Azam Shah, der zweitälteste Sohn, die Nachfolge. Er wurde jedoch bereits im Juni desselben Jahres in einem Krieg gegen seinen Stiefbruder Bahadur Shah I. getötet. Auch danach setzten sich die inneren Thronstreitigkeiten im Mogulreich fort.

## Sonstiges

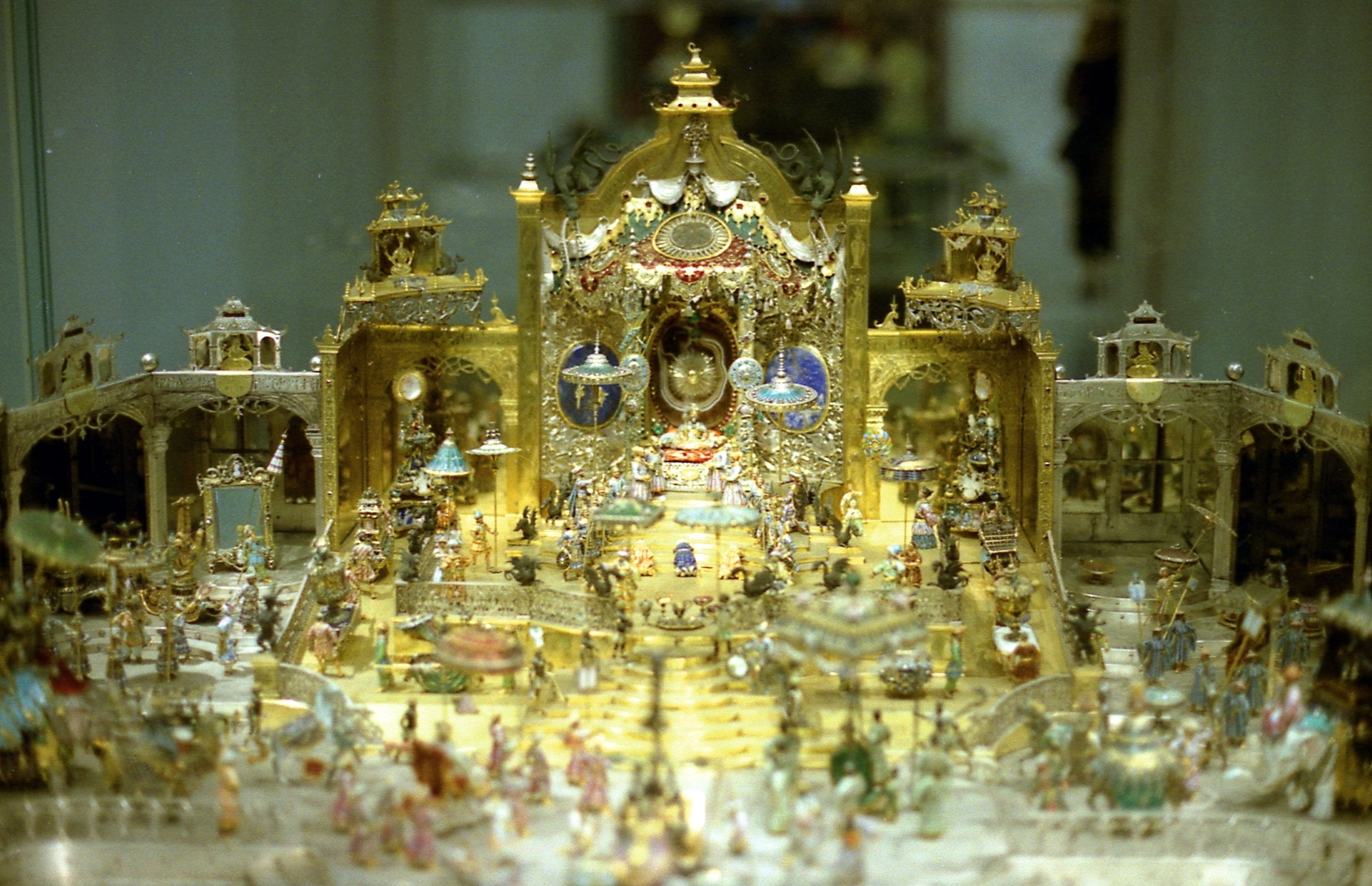
Miniaturarbeit Dinglingers aus dem Grünen Gewölbe

- Im Grünen Gewölbe von Dresden befindet sich die zwischen 1701 und 1708 geschaffene Gold- und Emailarbeit Der Hofstaat zu Delhi am Geburtstage des Grossmoguls Aureng-Zeb von Johann Melchior Dinglinger.
- Am 28. August 2015 wurde eine bisher nach Aurangzeb benannte wichtige Straße in Delhi umbenannt und trägt nun den Namen von A. P. J. Abdul Kalam.[12]